# Olympe
Olympe ist ein weiblicher Vorname.

## Herkunft und Bedeutung
Olympe ist eine französische Variante zum Vornamen Olympia.

## Namensträgerinnen
- Olympe Audouard (geborene Félicité-Olympe de Jouval, 1832–1890), französische Frauenrechtlerin
- Olympe de Clèves (* vor 1728; † nach 1747), französische Schauspielerin
- Olympe de Gouges (eigentlich Marie Gouze, 1748–1793), französische Revolutionärin, Frauenrechtlerin und Schriftstellerin

## Fiktive Personen
- Olympe Maxime, Schulleiterin von Beauxbatons, eine Figur der Harry-Potter-Romane